# Елея (пътна станция)
Вижте пояснителната страница за други значения на Елея.
Елея е пътна станция и важна спирка по древноримския път Сердика – Пауталия – Стоби.
Според Пойтингеровата карта разстоянието от станция Елея до Сердика е 24 римски мили, а от Елея до Пауталия е 28 римски мили, или всичко 52 римски мили (76 км). Разстоянието София - Кюстендил през станцията е 86 километра, което означава, че древноримският път е по-къс и по-прав от днешното шосе с около 10 км.
Според списание „Археология“ от април 1968 година станция Елея се намира в местността Тиков гърбеж на село Долни Раковец, където има открити останки от градежи, зидани с бигорни камъни от тракоримската епоха.